# 矢上村 (長崎県)
矢上村（やがみむら）は、長崎県西彼杵郡にかつてあった村。1955年（昭和30年）に東隣の北高来郡古賀村および戸石村と合併し、西彼杵郡東長崎町となった。
現在の長崎市東長崎地区の西部にあたる。

## 地理
- 山：帆場岳、前岳
- 河川：八郎川、現川川、中尾川、間ノ瀬川
- 港湾：千々石湾（橘湾）

## 歴史
- 1889年（明治22年）4月1日 - 町村制施行により、西彼杵郡矢上村が単独村制にて発足。
- 1922年（大正11年）12月8日 - 島原地震により番所橋壊滅。[2]
- 1930年（昭和5年）7月18日 - 台風により村内65戸が全壊。
- 1945年（昭和20年）8月9日 - 長崎市松山町に投下された原爆により、村内2,103人負傷。[3]
- 1955年（昭和30年）2月11日 - 北高来郡戸石村、古賀村と合併し町制施行。西彼杵郡東長崎町となり、矢上村は自治体として消滅。
- 1963年（昭和38年）4月20日 - 旧矢上村域を含む東長崎町が長崎市に編入合併される。

## 地名
名を行政区域とする。矢上村は1889年の町村制施行時に単独で自治体として発足したため、大字は無し。
- 現川名（うつつがわ）
- 田中名
- 東名
- 平間名
- 町名

## 村長
- 田中槐三[4]
- 大久保周一[4]

## 交通

### 鉄道
現在はJR九州長崎本線の現川駅が存在するが、矢上村が存在した当時の長崎本線は長与経由の旧線のみが開通しており、市布経由の新線は開通していなかった。

### 道路
- 長崎街道

### 航路
1948年から1960年まで、矢上から戸石・小浜を経由して加津佐へ向かう航路があった。大正時代までは十分な港が整備されておらず、渡船や貨物船はなかった。

## 家畜
1885年（明治18年）時点では、牛144頭、馬123頭が飼育されていた。1932年（昭和7年）時点では、馬33頭が飼育されており、そのうち荷馬車用が27頭、農業支援用が6頭であった。

## 施設
- 矢上村立矢上小学校

## 名所・旧跡
- 滝ノ観音（平間名）[5]
- 東望浜（田中名） - 白砂でできた海水浴場。